# Liste der Kulturdenkmäler in Obertshausen
Die folgende Liste enthält die in der Denkmaltopographie ausgewiesenen Kulturdenkmäler auf dem Gebiet  der  Stadt Obertshausen, Landkreis Offenbach, Hessen.
Hinweis: Die Reihenfolge der Denkmäler in dieser Liste orientiert sich zunächst an Stadtteilen und anschließend der Anschrift, alternativ ist sie auch nach der Bezeichnung, der vom Landesamt für Denkmalpflege vergebenen Nummer oder der Bauzeit sortierbar.
Kulturdenkmäler werden fortlaufend im Denkmalverzeichnis des Landes Hessen durch das Landesamt für Denkmalpflege Hessen auf Basis des Hessischen Denkmalschutzgesetzes (HDSchG) geführt. Die Schutzwürdigkeit eines Kulturdenkmals hängt nicht von der Eintragung in das Denkmalverzeichnis des Landes Hessen oder der Veröffentlichung in der Denkmaltopographie ab.

Das Vorhandensein oder Fehlen eines Objekts in dieser Liste ist keine rechtsverbindliche Auskunft darüber, ob es Kulturdenkmal ist oder nicht: Diese Liste entspricht möglicherweise nicht dem aktuellen Stand der offiziellen Denkmaltopographie. Diese ist für Hessen in den entsprechenden Bänden der Denkmaltopographie Bundesrepublik Deutschland und im Internet unter DenkXweb – Kulturdenkmäler in Hessen einsehbar. Auch diese Quellen sind, obwohl sie durch das Landesamt für Denkmalpflege Hessen aktualisiert werden, nicht immer aktuell, da es im Denkmalbestand immer wieder Änderungen gibt.
Eine verbindliche Auskunft erteilt allein das Landesamt für Denkmalpflege Hessen.
Nutze diese Kartenansicht, um Koordinaten in der Liste zu setzen. In dieser Kartenansicht sind Kulturdenkmale ohne Koordinaten mit einem roten bzw. orangen Marker dargestellt und können in der Karte gesetzt werden. Kulturdenkmale ohne Bild sind mit einem blauen bzw. roten Marker gekennzeichnet, Kulturdenkmale mit Bild mit einem grünen bzw. orangen Marker.

## Kulturdenkmäler nach Stadtteilen

### Hausen
| Bild                          | Bezeichnung                         | Lage                                                               | Beschreibung | Bauzeit                   | Objekt-Nr. |
| ----------------------------- | ----------------------------------- | ------------------------------------------------------------------ | --- | ------------------------- | ---------- |
| Gesamtanlage                  | Gesamtanlage                        | Hausen, Lämmerspieler Straße Lage                                  | Dreiergruppe von Hofreiten des 18. Jahrhunderts. Giebelständige Wohnhäuser, zwei mit Scheunen als Hakenhofanlagen. Außer dem mittleren sind die Fachwerkhäuser verputzt. Eine Gesamtanlage (Ensembledenkmal) bildet als Bauwerksensemble ein Kulturdenkmal. | 18. Jahrhundert           | 42118 DDB  |
| weitere Bilder                | Römisch-Katholische Kirche St. Pius | Hausen, Adenauerstraße 3 LageFlur: 4, Flurstück: 101/1             | Kirchenbau mitsamt Innenausstattung und freistehendem Glockenturm aus künstlerischen, städtebaulichen und geschichtlichen Gründen als Kulturdenkmal geschützt. | 1961                      | 827598 DDB |
| Fachwerkwohnhaus              | Fachwerkwohnhaus                    | Hausen, Lämmerspieler Straße 4 LageFlur: 3, Flurstück: 309         | Giebelständiges Fachwerkwohnhaus, Teil einer Dreiergruppe ähnlicher Hofreiten. Charakteristisch für das im Rodgau verbreitete Fachwerk der 2. Hälfte des 18. Jahrhunderts. | 1747                      | 42120 DDB  |
| weitere Bilder                | Katholische Pfarrkirche St. Josef   | Hausen, Pfarrer-Schwahn-Straße 2 LageFlur: 1, Flurstück: 444/3     | Neugotische Basilika von 1899. Das erste Gotteshaus erhielt 1732 ihre erste Glocke. Zuvor war es lediglich ein Bethaus am Eingang zur heutigen Herrnstraße gelegen. Durch Zuwendungen der Gräfin Maria Theresia von Schönborn (den alten Altar der Heusenstammer Kirche, einen Kelch, die Monstanz und ein Messgewand sowie das Altargemälde, das den Kirchenpatron St. Josef darstellt) gewann das Gotteshaus langsam an Bedeutung. Es wurde 1756 durch den Mainzer Suffraganbischof Nebel eingeweiht. Dennoch besuchten die Hausener weiterhin den Lämmerspieler Gottesdienst. Erst mit dem Jahr 1800 wurde regelmäßig ein feierlicher Frühgottesdienst eingeführt. In den Jahren 1897–1898 wurde der Bau der neuen St. Josefs-Kirche vorangetrieben. Der neue Sakralbau wurde im neugotischen Stil errichtet und konnte mit den ersten Gottesdiensten zu Ostern und am Weißen Sonntag des Jahres 1899 die alte Kirche ersetzen. Spuren der ersten Kirche Hausens sind bis heute in der Straßennamensgebung zu finden. Die Kapellenstraße erinnert an die alte Hausener Kirche. Im Jahr 1901 wurde die Josefskirche von damaligen Mainzer Bischof, Heinrich Brück, geweiht. Auch erhielt sie eine Orgel, die sich vorher in der alten Kirche in Bieber befunden hatte. | 1728–1732; 1899           | 42121 DDB  |
| Sandsteinkreuz mit Gusskorpus | Friedhofskreuz                      | Hausen, Schwarzbachstraße 11, Friedhof LageFlur: 10, Flurstück: 60 | Friedhofskreuz aus Sandstein mit Gusskorpus | 1834                      | 42122 DDB  |
| weitere Bilder                | Evangelische Waldkirche             | Hausen, Schönbornstraße 42 LageFlur: 6, Flurstück: 2/64            | Im Straßenverlauf zurückgesetztes, sattelbedachtes, verputztes Kirchengebäude auf längsrechteckigem Grundriss mit Turm im Osten und Eingangsvorbau im Westen. Das Gebäude gilt als Vertreter der gemäßigten Moderne, der Bau folgt den Richtlinien des Rummelsberger Programms von 1951. | 1952–1953, 1978 renoviert | 784154 DDB |

### Obertshausen
| Bild                                   | Bezeichnung                                       | Lage                                                               | Beschreibung | Bauzeit                                | Objekt-Nr. |
| -------------------------------------- | ------------------------------------------------- | ------------------------------------------------------------------ | --- | -------------------------------------- | ---------- |
|                                        |                                                   | Gesamtanlage Fünfhäusergasse/Wilhelmstraße Lage                    | Eine Gesamtanlage (Ensembledenkmal) ist eine Gruppe von Immobilien (Gebäude, Straßen, Platz- oder Ortsbilder, Pflanzen-, Frei- und Wasserflächen), die gemeinsam als Bauwerksensemble ein Kulturdenkmal bilden. | Fachwerkhäuser aus dem 18. Jahrhundert | 42123 DDB  |
| weitere Bilder                         | Bahnhof                                           | Brühlstraße 6 LageFlur: 1, Flurstück: 1830/1                       | Der Obertshausener Bahnhof wurde am 1. Oktober 1896 mit der Inbetriebnahme der Nebenstrecke Offenbach-Dieburg-Reinheim eingeweiht. Die Stadt ist seit Ende 2003 mit der Linie S1 an das Netz der S-Bahn Rhein-Main angeschlossen. | 1894–1896                              | 42125 DDB  |
| weitere Bilder                         | Römisch-Katholische Kirche St. Thomas Morus       | Franz-Liszt-Straße 15 LageFlur: 2, Flurstück: 600/1                | Im Straßenverlauf zurückgesetztes, skulptural freistehendes Kirchengebäude mit gedrungenem Glockenturm. Das Gebäude wird überfangen von zwei mittig zueinander hin abfallenden Pultdächern und wird durch betonsichtige Elemente zwischen backsteinverkleideten Oberflächen gegliedert. | 1974–1976                              | 784142 DDB |
| weitere Bilder                         | Fachwerkwohnhaus „Zum Nachtwächter“               | Fünfhäusergasse 3, Fünfhäusergasse 5 LageFlur: 1, Flurstück: 147/1 | Giebelständiges Fachwerkhaus. Die hofseitige Schwelle mit Profil. Am Ort das vollständigste Beispiel der lokalen Fachwerkbauweise des 18. Jahrhunderts. Bestandteil eine Gebäudegruppe. | Beginn 18. Jahrhundert                 | 42126 DDB  |
| weitere Bilder                         | Kapelle                                           | Heusenstammer Straße 38 LageFlur: 2, Flurstück: 825/1              | Kleine Kapelle verputzt mit Sandsteingewänden in einfachen, gotisierenden Formen. Möglicherweise im Zusammenhang mit der Auslagerung des Friedhofs erbaut. | Beginn 20. Jahrhundert                 | 42127 DDB  |
| weitere Bilder                         | Katholische Kirche Herz Jesu, Pfarrheim           | Kirchstraße 2 LageFlur: 1, Flurstück: 42/2                         | Das im Neo-Barockstil konzipierte Gotteshaus wurde am 15. Juni 1912 von Bischof Kirstein zu Ehren des Herzen Jesu und des heiligen Nikolaus geweiht. Die Nikolauskirche besitzt etwa 600 Sitzplätze und beherbergt in ihrem Turm die 1898 gegossene Nikolausglocke. Im Jahre 1917 wurde eine Orgel gekauft und 1923 eine zweite Glocke angeschafft. Im Krieg wurde eine Glocke eingeschmolzen. 1954 wurde ein neues Geläut, bestehend aus vier Glocken, installiert. Pfarrhaus und Kirche wurden in den 1960er Jahren anlässlich des 50. Kirchenjubiläums renoviert. | 1911–1912                              | 42124 DDB  |
| Obertshausen Friedhofskreuz            | Friedhof mit Leichenwagenhaus, Ehrenmal und Kreuz | Rembrücker Weg – Friedhof LageFlur: 2, Flurstück: 829/1            | Der Friedhof am Rembrücker Weg wurde 1870 angelegt. "Totenhaus", "Geräterhalle" und "Leichenwagenhalle" sind für die Jahre 1894, 1904, 1909 bezeugt. In den 1950er Jahren wurden Erweiterungen dieser Begräbnisstätte errichtet. | 1870, 1894, 1904, 1909                 | 42128 DDB  |
| Fachwerkwohnhaus, ehemaliges Armenhaus | Fachwerkwohnhaus, ehemaliges Armenhaus            | Wilhelmstraße 11 LageFlur: 1, Flurstück: 141/4                     | Giebelständiges Fachwerkwohnhaus. Sichtbares Fachwerk des 18. Jahrhunderts, einfache Sachsteinpfosten. Das Gebäude soll zeitweise als Armenhaus gedient haben. Innerhalb der Gesamtanlage wesentlicher Beitrag zum Bild des Ensembles. | 18. Jahrhundert                        | 42129 DDB  |